# Єрмаков Євген Петрович
Євген Петрович Єрмаков (нар. 15.03.1961) — бізнесмен, співвласник одного з найбільших українських ритейлерів — АТБ-Маркет.

## Освіта
У 1981 році Євген Єрмаков закінчив Донецький інститут радянської торгівлі (зараз — Донецький національний університет економіки і торгівлі).

## Бізнес
У 1993 році спільно з Сергієм Тарасюком і Ярославом Корчевським заснував компанію «Агротехбізнес», на базі якої через п’ять років буде створено мережу магазинів «АТБ». В корпорацію «АТБ» також входять цукеркова фабрика «Квітень», м'ясна фабрика «Фаворит», спортивний комплекс «Схід» і «Ритейл-Девелопмент» — підрозділ корпорації, що виконує функції замовника при будівництві та реконструкції об'єктів комерційної нерухомості компанії.
У 2000 році склад засновників компанії змінився. Співвласником корпорації замість Тарасюка став Віктор Карачун, а місце Корчевського зайняв Геннадій Буткевич.
У 2015 році Forbes оцінив статки Євгена Єрмакова в $ 155 млн (31 місце рейтингу «Найзаможніші люди України 2015»).
У 2018 році Єрмаков потрапив у російський санкційний список.
Єрмакову належить Sonato Holdings Limited — кіпрська компанія, заснована у 2015 році.

## Сімейний стан
Одружений з Тетяною Єрмаковою. Має доньку Христину та сина Владислава.